# Biblische Zeichenhandlungen
Unter biblischen Zeichenhandlungen versteht man Handlungen in der Bibel, die der Veranschaulichung einer Botschaft dienen.

## Begriff
Ein Zeichen ist in der Regel etwas sinnlich Fassbares, das auf etwas verweist und dadurch seine spezifische Bedeutung erhält.
Der Begriff „Zeichenhandlungen“ wird in der Forschung nicht einheitlich verwendet. Teilweise werden die Begriffe symbolische Handlung (z. B. Georg Fohrer) und Analogiehandlung (z. B. Katrin Ott) bevorzugt, da Zeichenhandlung als zu allgemein empfunden wird. In diesem Artikel wird der Begriff Zeichenhandlung synonym zu den anderen Begriffen verwendet.

## Kategorien
Biblische Zeichenhandlungen lassen sich nach Bernhard Lange in vier Kategorien unterteilen.
- Relativ spontan erfundene Handlungen, um etwas zu veranschaulichen.

Jeremia zerbricht einen Krug, um der Ankündigung der Zerstörung Jerusalems Nachdruck zu geben (Jer 19,1ff ).
- Performative Handlungen, die an traditionell festgelegte Gesten und Handlungen erinnern.

Elija wirft seinen Mantel über den jungen Elischa und macht ihn zu seinem Schüler (1 Kön 19,19–21 ). Die Handlung erinnert an das Bedecken einer Frau mit einem Gewand zum Zeichen der Eheschließung oder der Übergabe eines Gewands des Vorgängers an seinen Nachfolger.
- Magische Handlungen, die ein Geschehen auslösen.

Jesus trägt Speichel auf Augen und Ohren von Blinden und Stummen und heilt sie (Mk 7,33 ; Mk 8,23 ; Joh 9,6 ).
- Handlungen und Vorgänge, die nicht als solche inszeniert wurden, aber symbolisch oder zeichenhaft gedeutet werden.

Jeremia sieht Körbe mit Feigen unterschiedlicher Qualität, was ihn zum Nachdenken über die verschiedenen Gruppen von Judäern bringt (Jer 24 ).
Zeichenhandlungen können nach Fohrer auch danach eingeteilt werden, ob und in welcher Art und Weise Objekte verwendet werden oder nicht. Demnach kann ein Objekt stellvertretend für etwas anderes, an dem etwas geschehen wird, stehen (z. B. Ez 4,1–3 : Ziegelstein stellt Jerusalem dar). Das Objekt kann aber auch Hilfsmittel sein (z. B. Ez 4,9–11 : Ezechiel benutzt Lebensmittel, um Nahrungsmittelrationierung darzustellen). Es gibt auch Zeichenhandlungen ohne Objekt (z. B. Jes 20,2 : Jesaja geht nackt und barfuß).

## Merkmale
Georg Fohrer hat fünf Merkmale für die Gattung  Zeichenhandlung aufgestellt. Diese Merkmale beschreiben, wie eine Zeichenhandlung in der Bibel in Reinform vorkommen kann (Beispiel: Ez 24,15–24 ).
- Befehl zur Ausführung der Zeichenhandlung durch Gott (nur bei prophetischen Zeichenhandlungen):

„15 Und des HERRN Wort geschah zu mir: 16 Du Menschenkind, siehe, ich will dir deiner Augen Freude nehmen durch einen plötzlichen Tod. Aber du sollst nicht klagen und nicht weinen und keine Träne vergießen. 17 Heimlich darfst du seufzen, aber keine Totenklage halten, sondern du sollst deinen Kopfbund anlegen und deine Schuhe anziehen; du sollst deinen Bart nicht verhüllen und nicht das Trauerbrot essen.“

- Bericht über die Ausführung der Zeichenhandlung:

„18 Und als ich am Morgen zum Volk geredet hatte, starb mir am Abend meine Frau. Und ich tat am andern Morgen, wie mir befohlen war.“

- Deutung der Zeichenhandlung:

„19 Und das Volk sprach zu mir: Willst du uns nicht erklären, was das für uns bedeutet, was du tust? 20 Und ich sprach zu ihnen: Der HERR hat mit mir geredet und gesagt: 21 Sage dem Hause Israel: So spricht Gott der HERR: Siehe, ich will mein Heiligtum, eure herrliche Zuflucht, die Freude eurer Augen, das Verlangen eures Herzens, entheiligen, und eure Söhne und Töchter, die ihr dort zurücklassen musstet, werden durchs Schwert fallen. – 22 Da werdet ihr dann tun, wie ich getan habe: Euren Bart werdet ihr nicht verhüllen und nicht das Trauerbrot essen, 23 sondern werdet euren Kopfbund auf eurem Haupt behalten und eure Schuhe an den Füßen; ihr werdet nicht klagen und nicht weinen, sondern in eurer Schuld vergehen und untereinander seufzen.“

- Angabe über Augenzeugen der Zeichenhandlung (vgl. Verse 18–19).

- Ausdrücke für die Zusage Gottes zur Verwirklichung der Ankündigung (vgl. Verse 16–18).

- Ausdrücke für die Beziehung der Zeichenhandlung zu dem durch sie symbolisierten Geschehen (vgl. Verse 21–23).

## Altes Testament

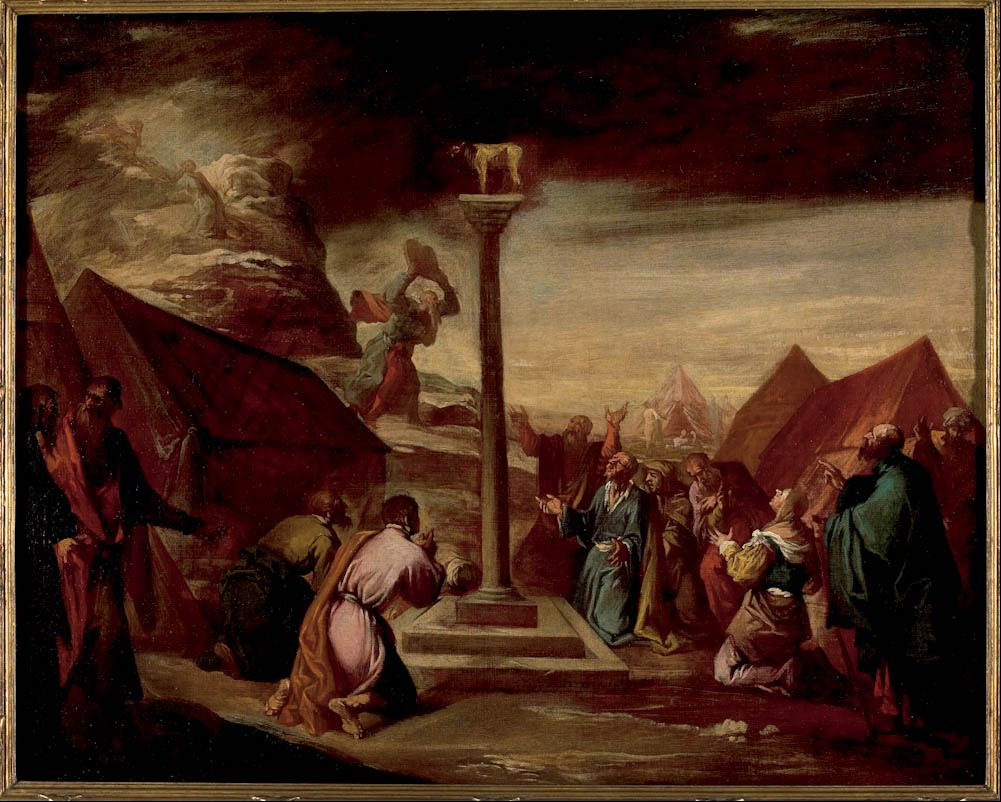
Mose zerstört das goldene Kalb, Esteban March (1610–1668)

Viele Zeichenhandlungen befinden sich im Alten Testament. Einige Beispiele sind:
- Moses zerstört das goldene Kalb, zerstreut die Überreste im Wasser und lässt es die Israeliten trinken (Ex 32,19 EU).
- Ijob zerreißt aus Trauer sein Kleid (Hiob 1,20 EU).
- Elischa verordnet Naaman ein Bad im Jordan, um ihn zu heilen (2 Kön 5,10 EU).

### Prophetische Zeichenhandlungen
Eine besondere Art von Zeichenhandlungen innerhalb des Alten Testaments sind prophetische Zeichenhandlungen.
Katrin Ott definiert eine prophetische Zeichenhandlung als eine von einem Propheten im göttlichen Auftrag ausgeführte Tätigkeit. Der Prophet übermittelt die an ihn ergangene göttliche Botschaft mithilfe einer Zeichenhandlung an die eigentlichen Adressaten.
Walter David Stacey und Jutta Krispenz verstehen prophetische Zeichenhandlungen als Performance. Stacey begreift den Prophet als Künstler, der eine Theateraufführung inszeniert. Krispenz fasst die Verbindung zwischen Handlung und Inszenierung als Analogie auf.
Samuel Amsler beschreibt, dass die Beziehungsebene (Interaktion) mit der Inhaltsebene (Information) analog vermittelt wird. Sie bestimmen nicht genau denselben Inhalt, weshalb Worte oft die Handlung erklären müssen. Die Propheten kündigen durch direkte Zeichenhandlungen an, was Gott durchführen wird, und durch indirekte Zeichenhandlungen, was die Ergebnisse der göttlichen Handlungen sein werden.
Beispiele für prophetische Handlungen sind:
- Jesaja geht drei Jahre nackt und barfuß (Jes 20,2–3 EU).
- Jeremia zerschlägt einen Krug (Jer 19,10–11a EU).
- Jeremia kauft einen Acker (Jer 32,7–12 EU).

## Neues Testament
Es gibt auch Zeichenhandlungen im Neuen Testament. Einige Beispiele sind:
- Eine Frau salbt Jesus in Betanien (Mk 14,3 EU und Parallelstellen).
- Pontius Pilatus wäscht seine Hände (Mt 27,24 EU).
- Ein Engel wirft einen Stein ins Meer und ruft, dass Babylon hinab geworfen werde (Offb 18,21 EU).

### Handlungen Jesu
Einige Handlungen Jesu übersteigen die reine Pragmatik des Geschehenden, d. h. sie haben einen Sinnüberschuss. Bei Jesus gibt es keinen göttlichen Befehl zur Zeichenhandlung, wie bei den prophetischen Zeichenhandlungen. Theologisch wird der göttliche Befehl aufgrund seiner Gottessohnschaft oder Messianität vorausgesetzt. Allgemein ist es schwierig, die Zeichenhandlungen Jesu von seinen Wundern und Gleichnissen zu unterscheiden.
Bei der Betrachtung der Zeichenhandlungen Jesu muss beachtet werden, dass die tatsächlichen Zeichenhandlungen in der Verkündigung Jesu nicht identisch sind mit dem nachösterlich interpretierten Christusverständnis.
Beispiele für Handlungen Jesu sind:
- Jesus vertreibt die Händler aus dem Tempel (Mt 21,12–13 EU und Parallelstellen).
- Jesus verflucht einen Feigenbaum (Mk 11,12–14 EU und Parallelstellen).
- Jesus heilt einen Gelähmten (Lk 5,17–26 EU und Parallelstellen).

### Übersicht
- Bernhard Lange: Zeichenhandlung. In: Neues Bibel-Lexikon. Band 3, Benziger, Düsseldorf und Zürich 2001, ISBN 3-545-23076-7, Sp. 1189–1190.

### Altes Testament
- Katrin Ott: Die prophetischen Analogiehandlungen im Alten Testament. Kohlhammer, Stuttgart 2009, ISBN 978-3-17-020965-7.
- Walter David Stacey: Prophetic Drama in the Old Testament. Epworth press, London 1990, ISBN 0-7162-0470-3.
- Samuel Amsler: Les actes des prophètes. Labor & Fides, Genf 1985, ISBN 2-8309-0040-5.
- Bernhard Lange: Kein Aufstand in Jerusalem. Die Politik des Propheten Ezechiel. Katholisches Bibelwerk, Stuttgart 1978, ISBN 3-460-00071-6.
- Georg Fohrer: Die symbolischen Handlungen der Propheten. Zwingli-Verlag, Zürich 1968, ISBN 3-290-12054-6.

### Neues Testament
- Gerd Theißen, Annette Merz: Der Historische Jesus. Ein Lehrbuch. Vandenhoeck & Ruprecht, 4. Auflage, Göttingen 2011, ISBN 978-3-525-52198-4.
- Heinz Schürmann: Jesus. Gestalt und Geheimnis. Bonifatius, Paderborn 1994, ISBN 3-87088-773-7, S. 136–156.
- Maria Trautmann: Zeichenhafte Handlungen Jesu. Ein Beitrag zur Frage nach dem geschichtlichen Jesus. Echter, Würzburg 1980, ISBN 3-429-00658-9.
- Werner Georg Kümmel: Verheißung und Erfüllung. Untersuchung zur eschatologischen Verkündigung Jesu. Zwingli-Verlag, 2. Auflage, Zürich 1963.